# Eduard Rietz
Pour les articles homonymes, voir Rietz.
Eduard Rietz (ou Ritz), né le 17 octobre 1802 à Berlin, et mort le 22 janvier 1832 dans la même ville, est un violoniste et chef d'orchestre prussien.

## Biographie
Il a étudié le violon avec son père Johann Christian Rietz (violoniste dans l'orchestre de la cour de Berlin, 1812-1827) et avec Rode (1813-1820), et a fait ses débuts en 1818. Il a rejoint l'orchestre de la cour de Berlin en 1819 et est devenu son chef, mais des affrontements personnels avec Spontini ont conduit à son départ en 1825.